# Râle de Platen
Aramidopsis plateni
Vous lisez un « article de qualité » labellisé en 2015.
Genre
Espèce
Synonymes
- Rallus plateni W. Blasius, 1886 (protonyme)
- Gallirallus plateni (W. Blasius, 1886)

Statut de conservation UICN

 VU C2a(i) : Vulnérable
 C2a(i) 
Le Râle de Platen (Aramidopsis plateni) est une espèce d'oiseaux de la famille des Rallidae, la seule du genre Aramidopsis. C'est un gros râle inapte au vol, avec des parties inférieures grises rayées de blanc sur les flancs et le bas-ventre, un menton blanc, des ailes marron et du roux sur la nuque. Les sexes se ressemblent, mais la femelle a le roux de la nuque plus vif, et le bec et l'iris colorés différemment. Le cri typique est un ronflement en ee-orrrr qui lui vaut le nom anglais de Snoring rail, soit « râle ronfleur ».
Le Râle de Platen est endémique d'Indonésie, où il ne vit que sur les îles de Célèbes et de Buton, parmi la végétation dense des zones humides. Son habitat inaccessible et ses mœurs discrètes font que l'espèce est rarement observée, et peu de choses sont connues de son comportement. Seul le plumage adulte a été décrit, et sa reproduction est inconnue. Le Râle de Platen se nourrit de petit crabes et probablement d'autres petites proies comme les lézards. Bien que l'oiseau soit protégé par la loi indonésienne depuis 1972, il reste menacé par la destruction de son habitat (même au sein des réserves naturelles), par la chasse pour sa chair et par la prédation d'espèces introduites. Pour ces raisons, l'espèce est considérée comme « vulnérable » par l'Union internationale pour la conservation de la nature.

## Description

### Plumage et mensurations
Le Râle de Platen mesure 30 cm de longueur, pour un poids de 143-160 g. Ses pattes sont fortes, mais l'oiseau est inapte au vol, avec des ailes courtes et une queue très courte. Le dos et les parties inférieures depuis le front jusqu'à la poitrine sont gris, à l'exception d'une zone blanche sur le menton. Dans son habitat, les côtés et l'arrière du cou d'un intense rouge-orange, ainsi que la pointe des ailes d'une intense couleur noisette ressortent bien. Le reste des parties supérieures est gris-brun. Le ventre, les flancs et les couvertures sous-caudales sont noirs et rayés de blanc, mais si ce caractère s'observe sur les spécimens de muséum, il ne ressort pas vraiment sur le terrain. Le mâle a les pattes noires, l'iris jaune et un bec marron et verdâtre, légèrement courbé vers le bas. La femelle est similaire, mais le roux de sa nuque est plus intense ; elle possède moins de blanc au menton, a l'iris rouge, un bec crème et rougeâtre et des pattes bleu-gris. Le plumage des poussins et des juvéniles est inconnu.

### Espèces similaires
Le Râle de Platen peut difficilement être confondu avec un autre râle partageant sa répartition. Le Râle de Rosenberg (Gymnocrex rosenbergii) est de taille équivalente, mais est de couleur châtaigne au-dessus et noir dessous. Le Râle tiklin (Gallirallus philippensis) a les parties supérieures, la poitrine et la tête très marquées. Le Râle strié (Gallirallus striatus) est plus petit et a les parties supérieures rayées.

## Écologie et comportement

### Voix
Son cri, émis régulièrement, est un wheez court suivi d'une espèce de ronflement en ee-orrrr. À cause de ce cri particulier, l'entomologiste allemand Gerd Heinrich qui redécouvre l'oiseau en 1932, l'appelle « der Vogel Schnarch », soit « l'oiseau ronfleur ». De même, les anglophones nomment à présent l'espèce Snoring rail, soit « râle ronfleur ». Un son en hmmmm a également été rapporté. Les premiers enregistrements de l'espèce, ainsi que des observations de l'oiseau vivant dans son habitat, accompagnées de photos, sont faits en 2018.

### Habitudes de vie

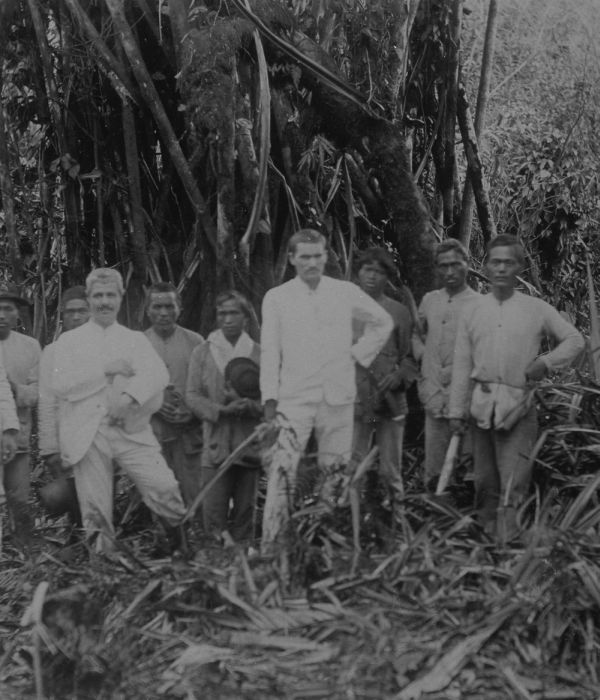
Fritz Sarasin et Paul Sarasin durant leur expédition sur l'île de Célèbes.

Son habitat inaccessible et sa répartition éparse font du Râle de Platen une espèce peu connue. Quelques oiseaux ont été tirés par Carl Constantin Platen et lors d'une autre expédition menée par Paul Sarasin et son petit-cousin Fritz Sarasin, entre 1893 et 1898 mais par la suite ce râle n'est plus vu pendant plus de trente ans. Lors d'une étude sur les îles d'Halmahera et de Célèbes qui a duré deux ans (1930-1932), Gerd Heinrich rapporte deux spécimens de Râle de Wallace (Habroptila wallacii) puis, vers la fin de son périple, découvre un Râle de Platen qu'il réussit à abattre :

« Un son, qui ressemble à un grognement, qui rappelle la voix d'un Phacochère noir, non plutôt à un profond ronflement […] Le bourdonnement se fait entendre à intervalles réguliers, d'abord assez loin, puis de plus en plus près […] Là-bas, quelque chose a bougé […] Un autre mouvement — est-ce un bec rougeâtre ? Le coup de fusil éclate […] Un Oiseau est étendu au sol, un Oiseau à rayures noires et blanches sous les ailes et au bec fort, rouge en partie — c'est Aramidopsis plateni, l'Oiseau « ronfleur ». »

Il décrit sa découverte comme ̣« la prise la plus inestimable que j'aie jamais chassé ou chasserai jamais ». Plus d'une décennie après, l'ornithologue néerlandais Louis Coomans de Ruiter met un an pour trouver le râle, en se concentrant alors sur l'habitat approprié connu. Aucun signalement n'est documenté jusqu'en 1983, puis 1989,. Les observations directes restent peu fréquentes et seule une dizaine de corps ont été étudiés.

### Alimentation
Le Râle de Platen attrape de petits crabes dans les cours d'eau d'altitude, et ces crustacés pourraient être la ressource principale de son régime alimentaire. Il prospecte aussi dans les zones boueuses, et a été observé se nourrissant de lézards.

### Reproduction
Rien n'est connu de la reproduction du Râle de Platen, à l'exception d'un adulte qui aurait été vu se nourrissant avec deux poussins en août 1983, mais le rapport original ne donne aucun détail sur l'observation prétendue.

## Répartition et habitat

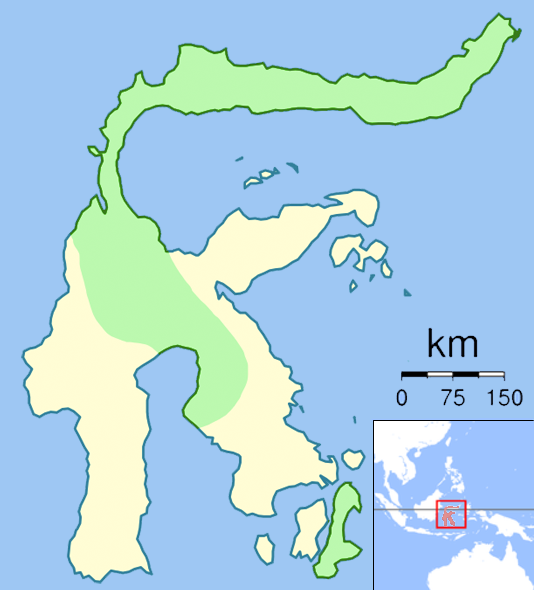
Répartition approximative du Râle de Platen en Indonésie (îles de Sulawesi et Buton).

Le Râle de Platen est endémique d'Indonésie, et peu commun. Il peuple les forêts de plaine et de colline du Nord, du Centre-Nord et du Sud-Est de Sulawesi. Une autre population a été trouvée en 1995 sur l'île voisine de Buton. L'habitat typique de cette espèce est la végétation dense des zones humides. Ces zones sont impénétrables, plantées de bambous et de lianes pour les forêts primaires, de palmiers type rotin pour les forêts secondaires ou d'Herbe à éléphant (Miscanthus sinensis) et de buissons pour les flancs de collines de la péninsule de Minahasa. Les signalements de l'espèce dans les champs de riz proviennent certainement de confusion avec le Râle tiklin (Gallirallus philippensis). Le Râle de Platen se rencontre depuis le niveau de la mer jusqu'à 1 300 m d'altitude.

## Taxinomie

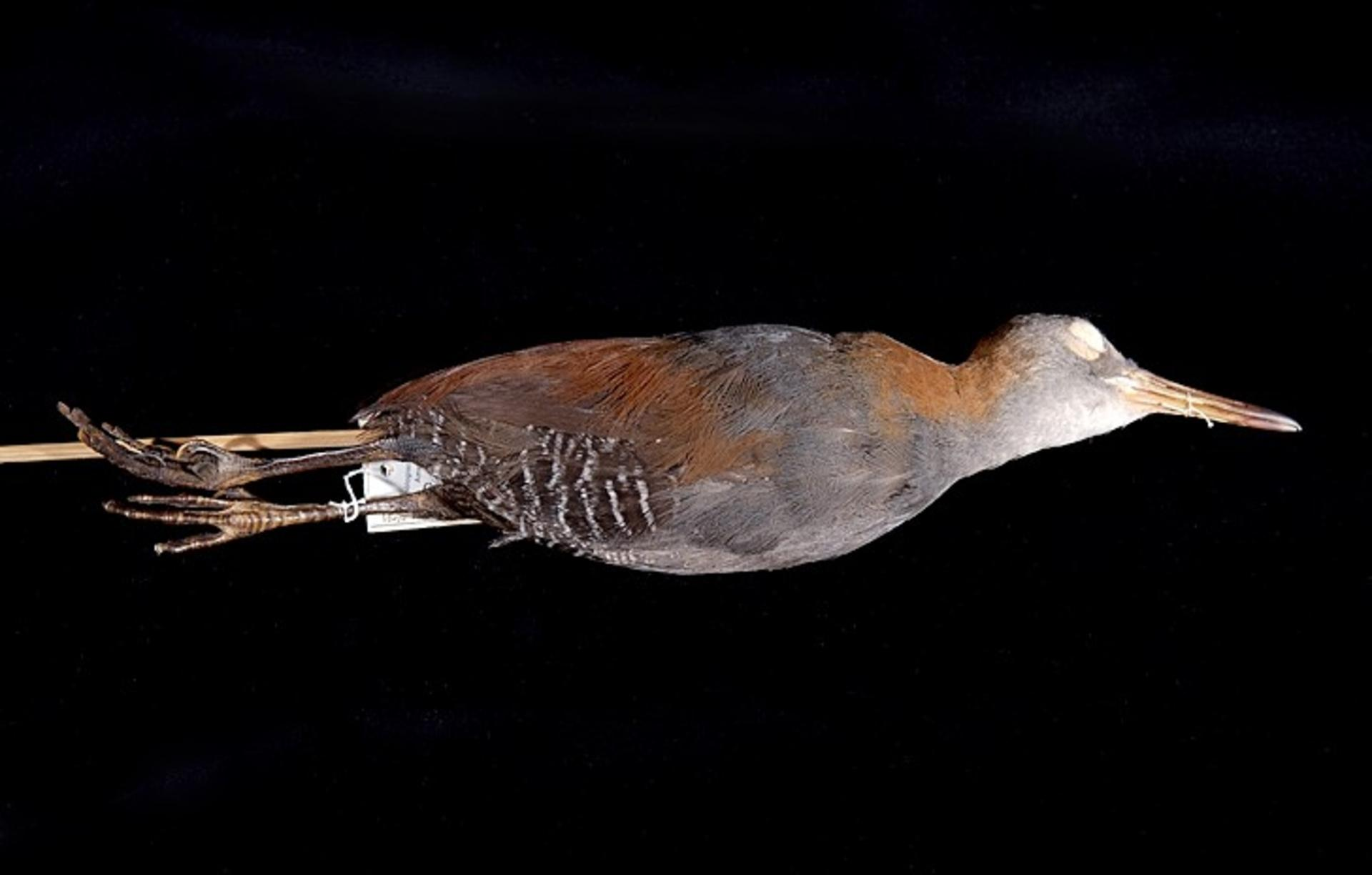
Spécimen de la collection du centre de biodiversité Naturalis.

Les râles forment une famille grande et largement répandue, comprenant près de 150 espèces. Ce sont des oiseaux terrestres ou habitant les zones humides, de taille petite à moyenne, au corps comprimé latéralement qui leur permet de se faufiler au travers de végétations denses. Les espèces insulaires de râles perdent rapidement leur aptitude au vol. Ainsi, des 53 taxons insulaires actuels ou récemment éteints, 32 ont perdu leur capacité à voler.
Le Râle de Platen est décrit en 1886 par l'ornithologiste allemand Wilhelm August Heinrich Blasius, dans le quotidien Braunschweigische Anzeigen et sous le protonyme de Rallus plateni. L'espèce est ensuite déplacée pour un genre propre monotypique, Aramidopsis, par le zoologiste anglais Richard Bowdler Sharpe en 1893. Dans sa monographie de 1998 consacrée aux râles, l'ornithologue Barry Taylor apparente le Râle de Platen au Râle atlantis (Atlantisia rogersi) et au Râle de Cuvier (Dryolimnas cuvieri) plutôt qu'au genre Rallus, mais une phylogénie moléculaire de 2012 fondée sur des séquences mitochondriales suggère que le Râle de Platen devrait être placé dans le genre Gallirallus, avec pour plus proches parents le Râle à poitrine grise (Lewinia pectoralis) et le Râle strié (Gallirallus striatus).
Richard Bowdler Sharpe propose le nom de genre Aramidopsis à partir du genre Aramides, qui regroupe des râles d'Amérique du Sud dont il rapproche le Râle de Platen par son apparence générale,. L'espèce d'Indonésie possède cependant un bec distinctif, de solides pattes et un bas-ventre rayé qui le distinguent clairement de ses cousins sud-américains. La dénomination spécifique, plateni, commémore le zoologiste Carl Constantin Platen qui a collecté oiseaux et papillons dans l'archipel malais et qui collecte l'holotype qu'il donne à Wilhelm August Heinrich Blasius.

## Le Râle de Platen et l'Homme

### Philatélie

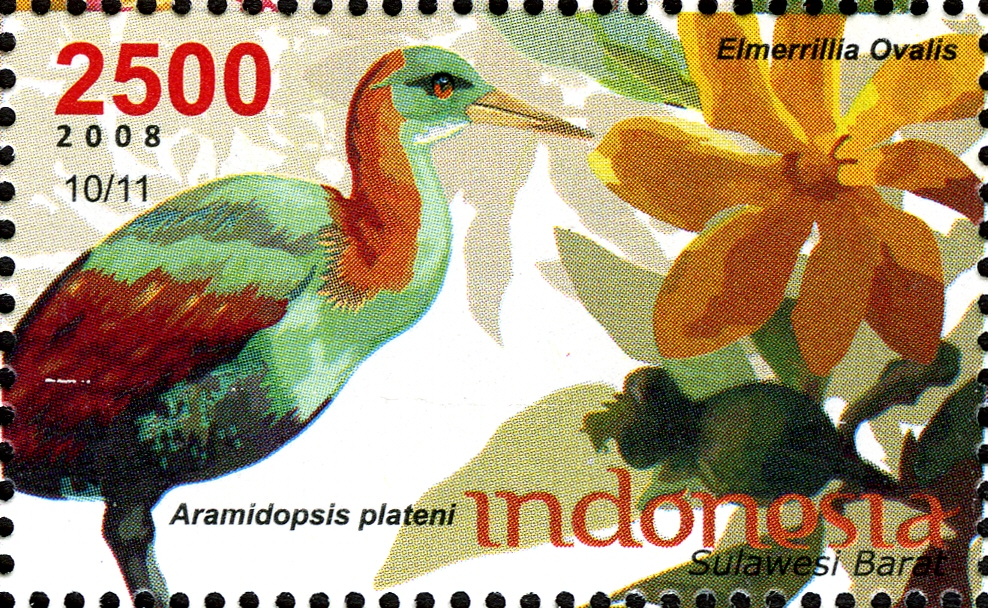
Un Râle de Platen et Magnolia vrieseana sur un timbre indonésien.

Le Râle de Platen figure sur un timbre indonésien édité en novembre 2008 aux côtés de la fleur de Magnolia vrieseana, Magnoliaceae endémique d'Indonésie et appelée Elmerrillia ovalis sur le timbre,.

### Menaces et protection
Le Râle de Platen a une aire de répartition limitée, et sa population est évaluée entre 3 500 et 15 000 individus. Ses effectifs sont estimés être en déclin, et l'espèce est donc considérée comme « vulnérable » par l'Union internationale pour la conservation de la nature. Il est possible que l'espèce ait toujours été peu répandue, mais une déforestation considérable a été réalisée sur Célèbes, entraînant une perte et une fragmentation des habitats propres à accueillir ce râle. Le Râle de Platen est protégé par la législation indonésienne depuis 1972 et les grands parcs nationaux de Lore Lindu et Bogani Nani Wartabone chevauchent l'aire de répartition de l'espèce, mais la déforestation et l'abattage de palmiers pour le rotin ont lieu même dans ces aires protégées et l’empiétement des locaux dans le parc de Lore Lindu est également problématique. Le Râle de Platen a été piégé pour sa chair par le passé, et il est parfois victime de prédateurs introduits, comme les chiens ou les chats,. Des recherches menées en 2007 dans les aires protégées de Célèbes ont été infructueuses pour cette espèce, suggérant que l'oiseau est vraiment rare, même dans les réserves naturelles.